# Telekia
Telekia é um género botânico pertencente à família Asteraceae.